# ألان ماكدونالد (مصمم الإنتاج)
ألان ماكدونالد (بالإنجليزية: Alan MacDonald)‏ هو مصمم الإنتاج بريطاني، ولد في 1956، وتوفي في 30 أغسطس 2017.

## وصلات خارجية
- ألان ماكدونالد على موقع IMDb (الإنجليزية)
- ألان ماكدونالد على موقع قاعدة بيانات الفيلم (الإنجليزية)